# Salm-Salm

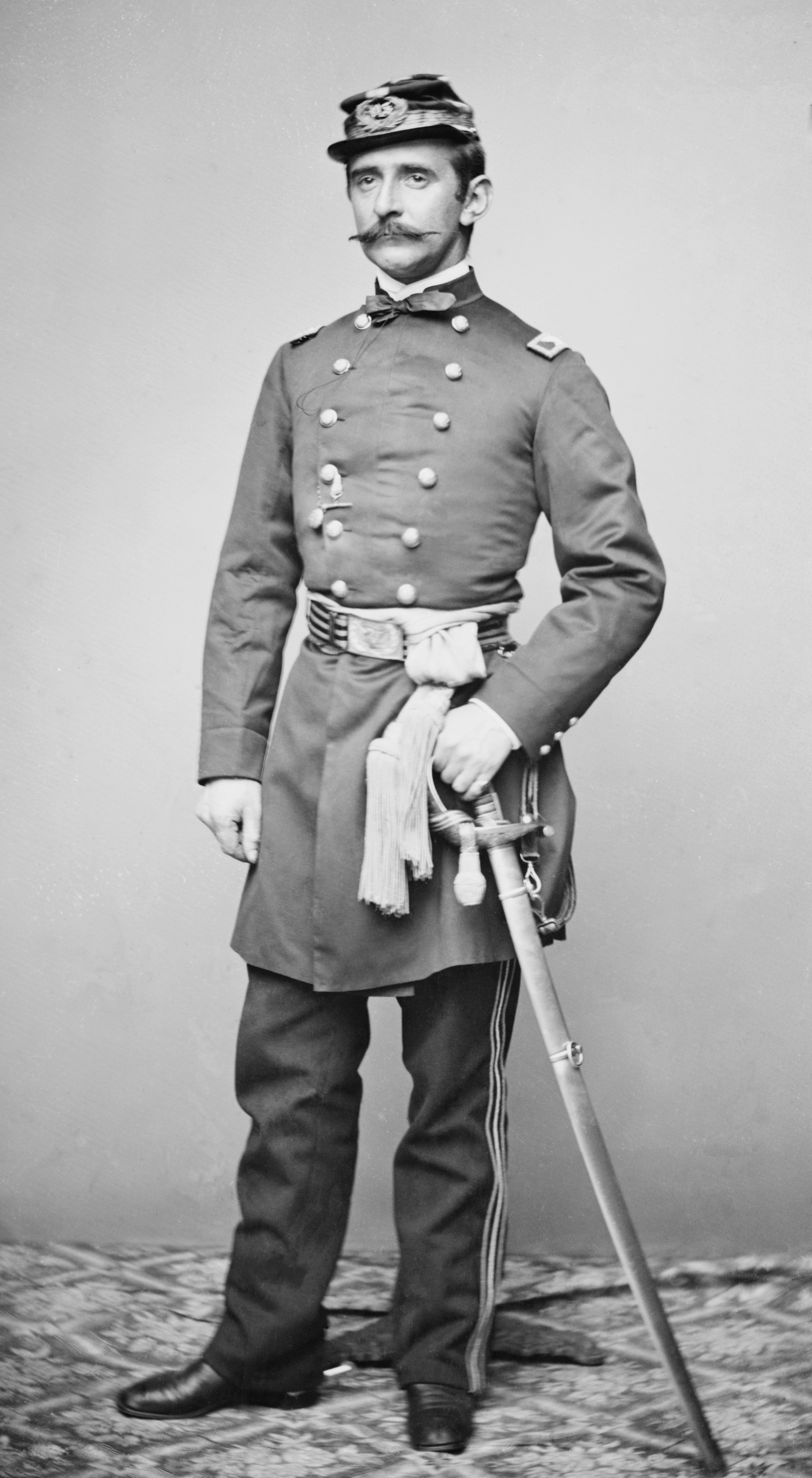
Il Principe Felice di Salm-Salm, fratello di Alfredo, durante il suo servizio nella Guerra Civile Americana

Il Salm-Salm fu il ramo principale dei Salm.

## Storia
Nel 1802/03, assieme al Salm-Kyrburg, Salm-Salm ottenne nuovi territori dalla secolarizzazione del principato vescovile di Münster (Vestfalia) in seguito alla prima mediatizzazione decisa anche per indennizzare i sovrani che avevano perso totalmente o parzialmente dei territori annessi dal regime rivoluzionario francese. I nuovi territori (contee di Ahaus e di Bocholt) erano governati in unione con il Salm-Kyrburg, sotto il nome di Staaten der Fürsten von Salm (Stati dei Principi di Salm) o, più semplicemente, Fürstentum Salm (Principato di Salm); vedi Salm). Il principato aderì alla Confederazione del Reno nel 1806 sotto la protezione di Napoleone. Infine gli stati vennero nuovamente annessi alla Francia nel 1810. Tre anni dopo, nel 1813, i territori vennero occupati dal Regno di Prussia e perdono ogni sovranità.

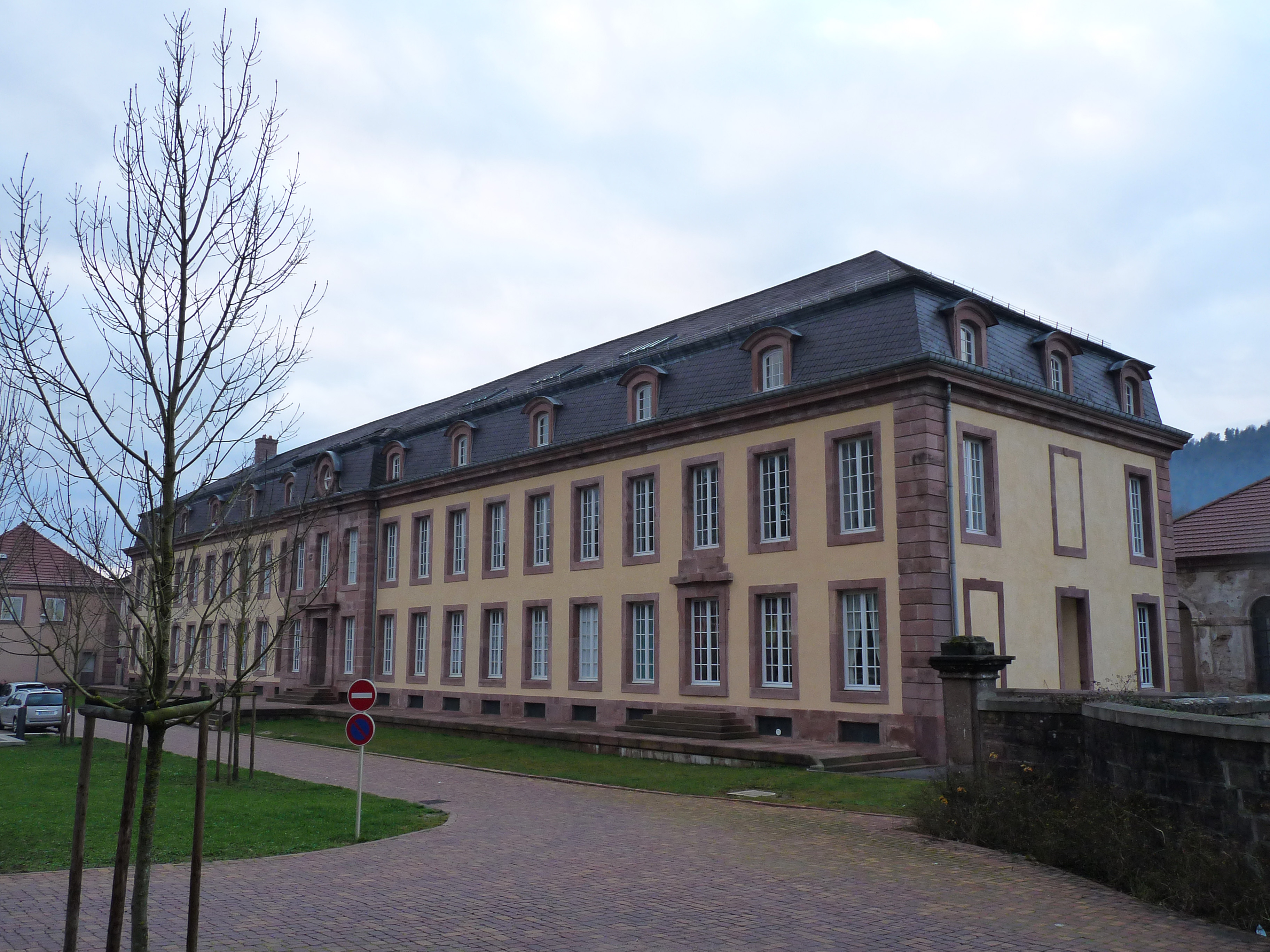
Castello a Senones, dal 1751 residenza del casato di Salm-Salm

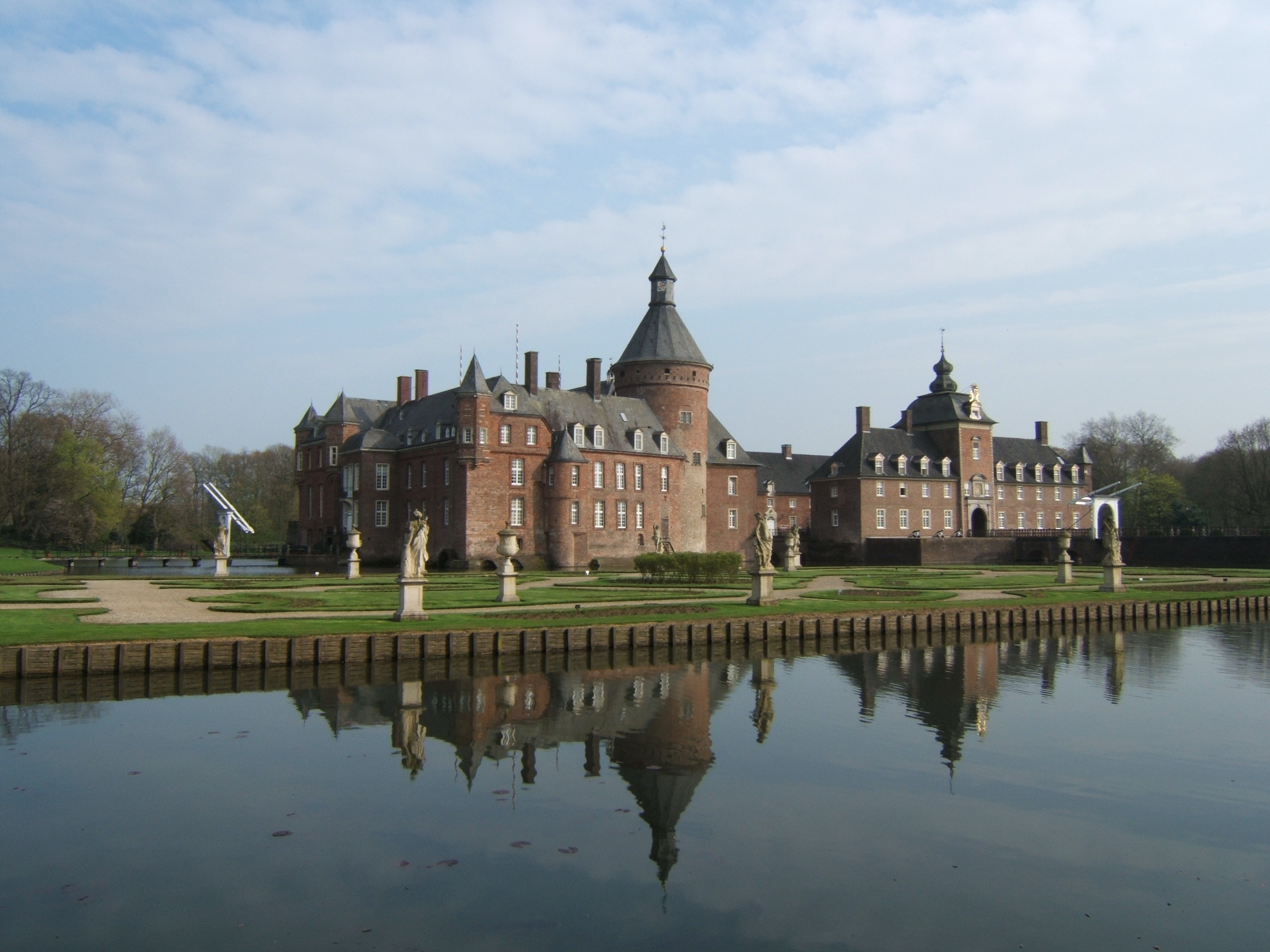
Castello di Anholt, Vestfalia, di proprietà della famiglia Salm-Salm dal 1647

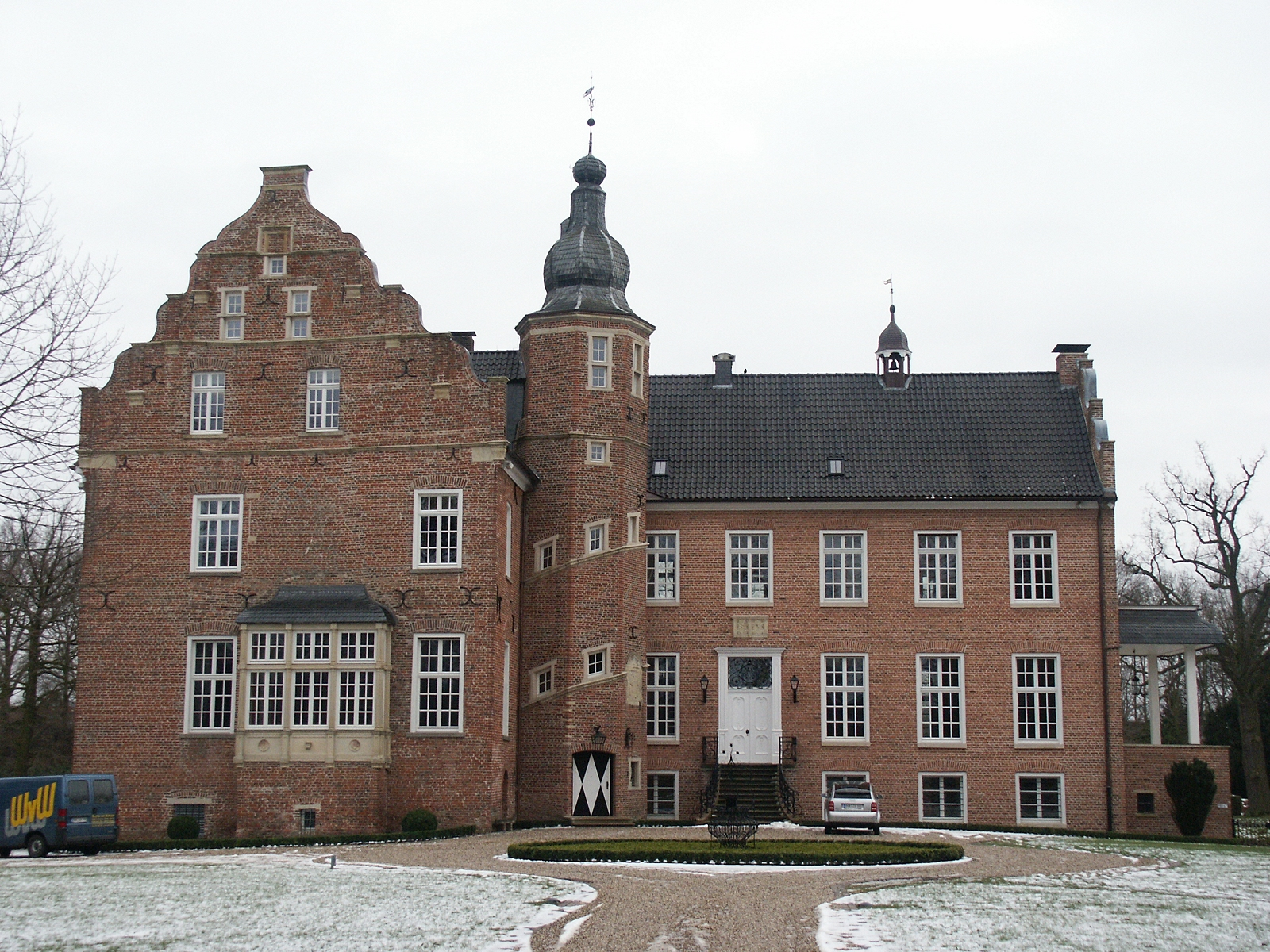
castello di Rhede, Vestfalia, dal 1860 di proprietà della famiglia

- Nicola Leopoldo  (1701–1770), 1º principe di Salm-Salm, duca di Hoogstraeten, vilgravio e renegravio (1701–1770) 
  - Luigi Ottone Carlo (1721–1778), 2º principe di Salm-Salm, vilgravio e renegravio
  - Massimiliano Federico Ernesto di Salm-Salm (1732–1773), duca di Hoogstraeten, vilgravio e renegravio
  - Guglielmo Fiorentino di Salm-Salm (1745–1810), arcivescovo di Praga
- Costantino Alessandro Giuseppe (1762–1828), cofondatore nel 1806 della Confederazione del Reno, 3º principe di Salm-Salm, figlio di Massimiliano Federico Ernesto
  - Fiorentino (1786–1846), 4º principe di Salm-Salm auf Wasserburg Anholt
    - Alfredo Costantino Alessandro Angelo Maria (1814–1886), 5º principe di Salm-Salm, duca di Hoogstraeten
      - Alfredo di Salm-Salm (1846–1923), Fürst zu Salm-Salm

    - Emilio di Salm-Salm (1820–1858);
    - Felice di Salm-Salm (1828–1870), maggiore prussiano, colonnello americano e messicano, sposò l'america Agnes Leclerq Joy (1840–1912)
- Nicola Leopoldo Giuseppe Maria di Salm-Salm (1838–1908), 6º principe di Salm-Salm, figlio di Alfredo Costantino di Salm-Salm
- Alfred Ferdinand Stephan zu Salm-Salm (1846–1923), 7º principe di Salm-Salm, figlio di Alfredo Costantino di Salm-Salm
  - Emanuele di Salm-Salm (1871–1916 durante la prima guerra mondiale), principe ereditario di Salm-Salm sposò l'arciduchessa Maria Cristina d'Austria (1879–1962), figlia del Duca di Teschen
    - Nicola Leopoldo Enrico di Salm-Salm (1906–1988)
      - Carl-Philipp Joseph Petrus Cölestinus Balthasar zu Salm-Salm (* 1933), 9º principe di Salm-Salm, 9º principe di Salm-Kyrburg, 14º principe di Salm, vilgravio e renegravio, principe di Ahaus und Bocholt, duca di Hoegstraeten, conte di Anholt sowie Herr zu Vinstingen und Werth)
        - Emanuele Filippo Nicola Giovanni Felice di Salm-Salm (* 1961), Gran Maestro della Società delle storiche confraternite di ripresa tedesca

  - Franz Emanuel Konstantin Prinz zu Salm und Salm-Salm, Wild- und Rheingraf, (1876–1965) 
    - Franz-Karl Prinz zu Salm und Salm-Salm, Wild- und Rheingraf, (1917–2011)
      - Michael Prinz zu Salm-Salm (* 1953);